# Lassy (Val-d'Oise)
Lassy é uma comuna francesa na região administrativa de Île-de-France, no departamento Val-d'Oise. Estende-se por uma área de 1,92 km². Em 2010 a comuna tinha 186 habitantes (densidade: 96,9 hab./km²).